# Amarre

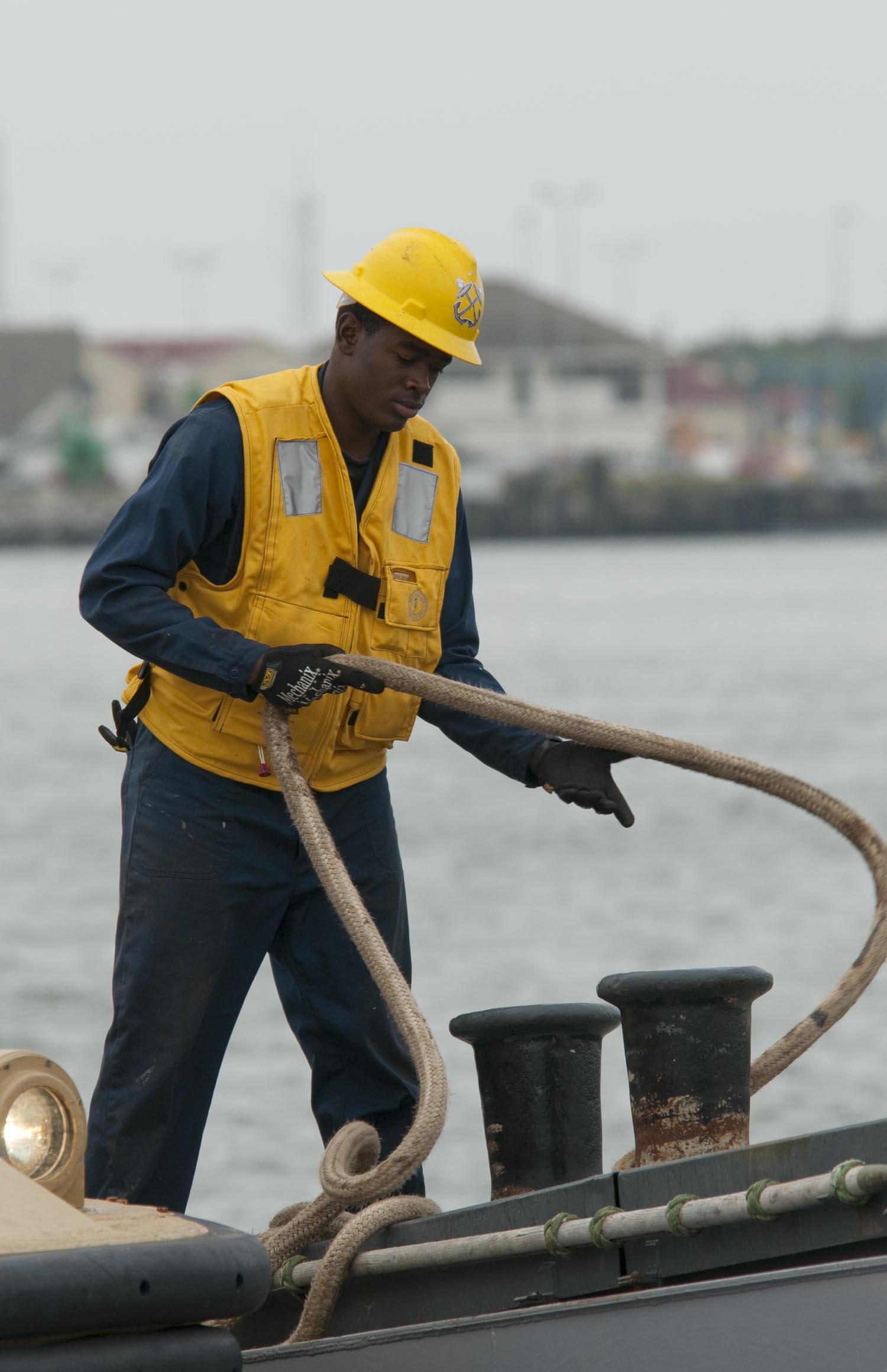
Marino amarrando un barco a una bita

En náutica, el amarre es halar, hacer firme, anudar un cabo. 
Se usa este verbo especialmente para significar el acto de hacer firme la maniobra para lo cual se dan con los cabos varias vueltas en las cabillas, escoteras, etc., pero sin ningún nudo, pues basta con el rozamiento para que no se corran y de este modo están en disposición de arriarse prontamente cuando convenga.
También se dice así a la acción de sujetar al buque en el puerto o en otro fondeadero cualquiera, al menos por medio de dos anclas y cadenas o cables. Se usa más comúnmente como recíproco  .